# Regionaal Archief Alkmaar

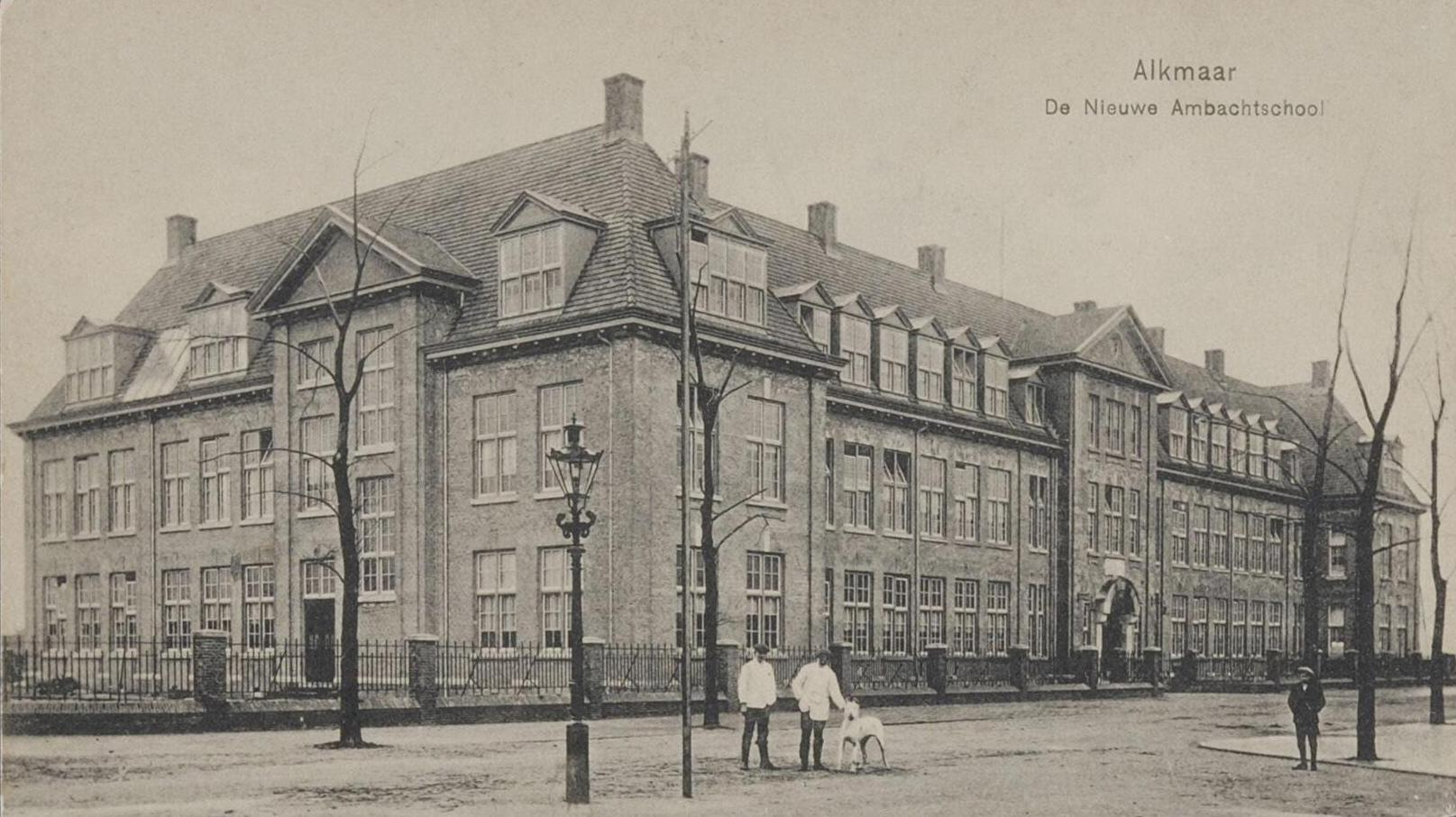
Nieuwe Ambachtsschool aan de Bergerweg 1 in Alkmaar rond 1919

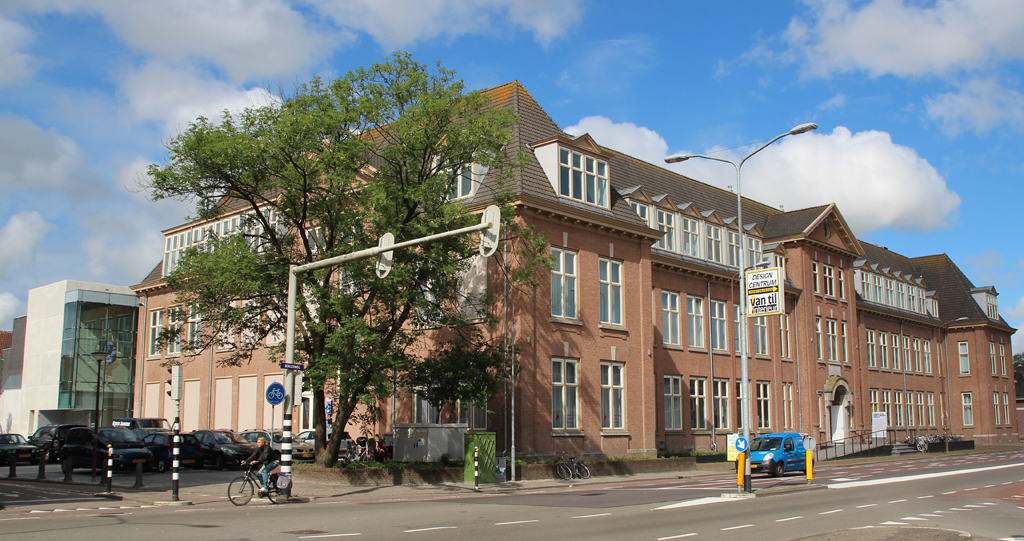
Regionaal Archief Alkmaar aan de Bergerweg 1 in Alkmaar. Aan achterzijde is het in 2013 geopende depot voor de collecties te zien

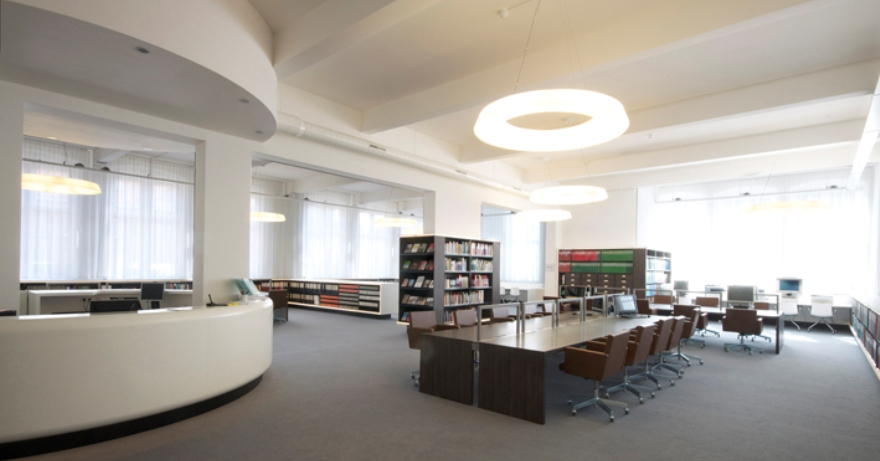
Studiezaal van het Regionaal Archief Alkmaar

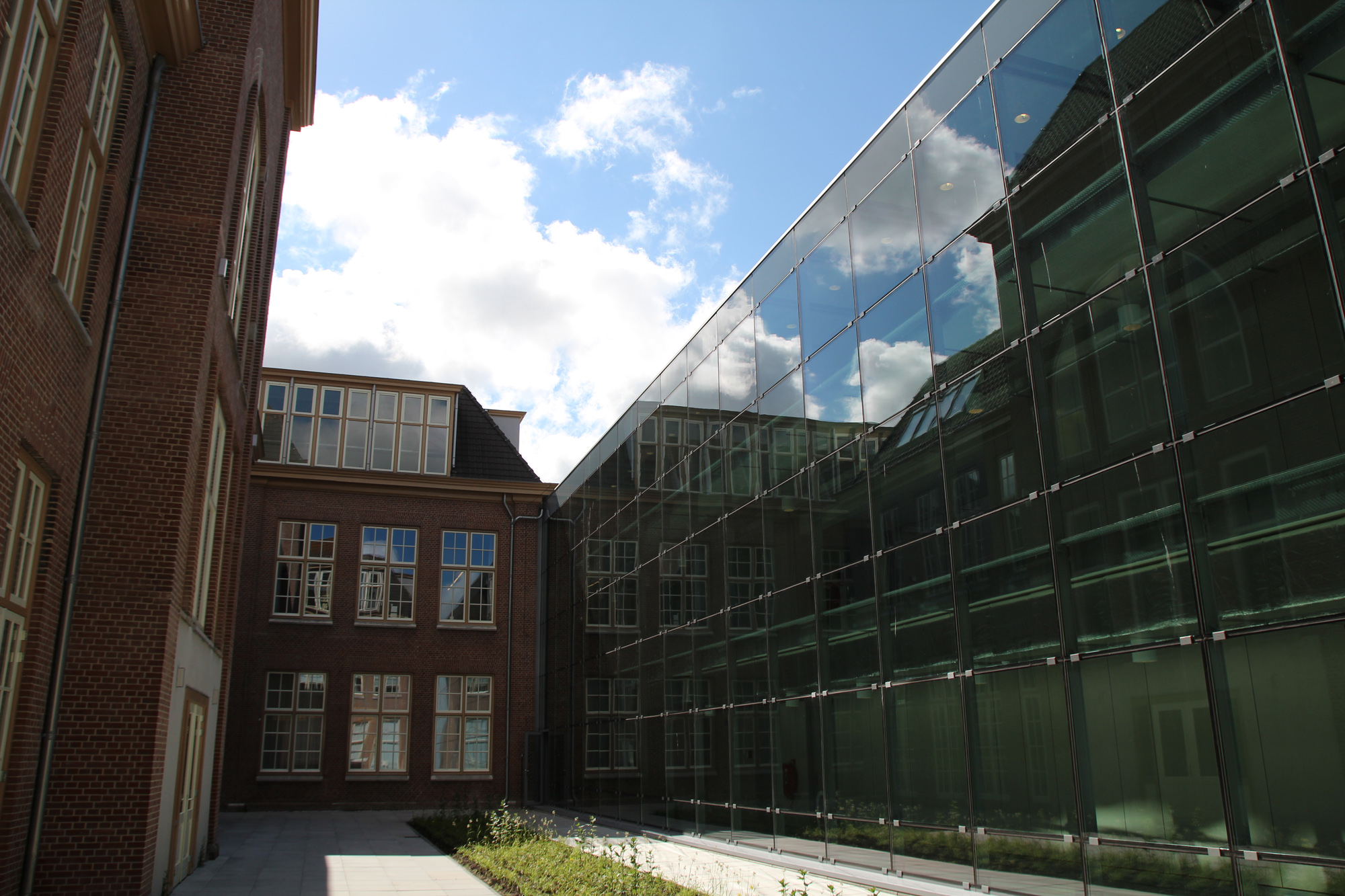
Binnenplein met links de oude ambachtsschool en rechts het in 2013 geopende depot van het Regionaal Archief Alkmaar

Het Regionaal Archief Alkmaar (RAA) is een samenwerkingsverband van negen Nederlandse gemeenten in Noord-Kennemerland, westelijk West-Friesland en de Kop van Noord-Holland, en bewaart archiefstukken, boeken, kaarten, foto's, films enz.

## Archieven
Het RAA beheert circa 8 kilometer aan archieven waaronder die van de gemeenten Alkmaar, Bergen, Castricum, Dijk en Waard, Heiloo, Den Helder, Hollands Kroon, Schagen en Texel. Het Hoogheemraadschap Hollands Noorderkwartier heeft de archieven van de voormalige waterschappen in dit gebied en in de Kop van Noord-Holland ook bij het RAA ondergebracht. Archieven van particuliere instellingen en personen, zoals kerkgenootschappen, verenigingen, stichtingen, bedrijven en families worden tevens bij het Regionaal Archief bewaard.

## Bibliotheek
De bibliotheek van het Regionaal Archief heeft een collectie van ca. 60.000 boeken en tijdschriften op het gebied van de geschiedenis van Nederland, Noord-Holland en van Alkmaar en van de bij het RAA aangesloten gemeenten, waaronder de meest recente publicaties. Daarnaast zijn boeken aanwezig over o.a. genealogie, topografie, familiewapens en archeologie.

## Beeldcollecties
Eind negentiende eeuw werd een verzameling prenten, tekeningen en kaarten van Alkmaar en omgeving door de toenmalige gemeentearchivaris C.W. Bruinvis aan het gemeentearchief Alkmaar geschonken. Deze verzameling vormde de basis van de huidige topografisch-historische atlas. 
De collectie bevat foto's, ansichtkaarten, tekeningen, prenten, kaarten en plattegronden. Er is ook een kleine verzameling films en video's aanwezig. Het beeldmateriaal heeft betrekking op de bij het Regionaal Archief aangesloten gemeenten.

## Gebouw
Sinds eind 2010 'huist' het archief in de oude ambachtsschool aan de Bergerweg 1 in Alkmaar. Het monumentale gebouw is in de jaren 1912/’13 gebouwd als ambachtsschool 'voor Alkmaar en omstreken' naar een ontwerp van de Alkmaarse architect Leguit en de architect Hanrath. De Alkmaarsche Courant sprak bij de opening van een schoolpaleis, dat aan voornaamheid degelijken eenvoud paart. Sinds 1953 sprak men niet meer van ambachtsschool maar van LTS: Lagere Technische School.
Rond de laatste eeuwwisseling is het oorspronkelijke hoofdgebouw op de gemeentelijke monumentenlijst geplaatst. In 2009 zijn alle niet-monumentale delen gesloopt, zodat het oorspronkelijke ontwerp van Leguit en Hanrath weer van alle kanten zichtbaar is. 